# EXILE ENTERTAINMENT
『EXILE ENTERTAINMENT』（エグザイル エンタテインメント）は、EXILEの3枚目のオリジナルアルバム。2003年12月3日にrhythm zoneから発売。

## 概要
前作『Styles Of Beyond』から10カ月ぶりのオリジナルアルバム。「CD+DVD」「CDのみ」の2形態で発売。
初回生産限定盤のDVDには4週連続シングルリリース曲のミュージッククリップ、インタビュー、ライブ映像を収録。

## 主な記録
オリコン週間アルバムランキングでは2週連続の首位獲得となった。
本作はグループ初のミリオンセラーとなった。シングル・アルバムを通じてデビュー以来初のことであった。これを記念して、2004年3月に1stアルバムから本作までの初回限定盤をまとめた『祝ミリオン・初回アルバム3枚組 BOX SET 〜Appreciation to the million breakthrough〜』が限定発売された。

## 収録曲

### CD
※シングル、カップリング曲のタイアップ情報はそのページを参照。
1. EXILE COME（Inst.）
作曲・編曲：HIRO & kira
2. New Jack Swing
作詞：L.L.BROTHERS、MICHICO / 作曲・編曲：T.Kura
  - 本作のリードトラック

後にベストアルバム『PERFECT BEST』/『SELECT BEST』にも収録された。
第二章にリリースされたベストアルバム『EXILE ENTERTAINMENT BEST』には、TAKAHIROとの再録バージョンが収録された。
3. Together
作詞：EXILE & Kenn Kato / 作曲・編曲：原一博
  - 8thシングル「Breezin' 〜Together〜」表題曲
4. Believe
作詞：SHUN / 作曲・編曲：長岡成貢
  - コンピレーションアルバム「99% Radio Show」収録曲のオリジナルバージョン

後にベストアルバム『PERFECT BEST』/『SELECT BEST』にも収録された。
5. Time
作詞：Kenn Kato / 作曲・編曲：原一博
  - 8thシングルカップリング
6. ki・zu・na
作詞：Kenn Kato / 作曲・編曲：春川仁志
  - 12thシングル
7. BLUE ～云えずにいる～
作詞：EXILE & RYK / 作曲・編曲：山木隆一郎
  - 8thシングルカップリング
8. LET ME LUV U DOWN feat.ZEEBRA & MACCHO（OZROSAURUS）
作詞：FIRSTKLAS、MACCHO / 作曲：FIRSTKLAS
  - 9thシングル
9. 砂時計
作詞：maR / 作曲・編曲：MONK
  - 8thシングルカップリング
10. O'ver
作詞：SHUN / 作曲：菊池一仁 / 編曲：長岡成貢
  - 13thシングル
11. Be Mine - 99% Radio Allstars
作詞：Marc'Justin'Sexton & 山木隆一郎 / 作曲・編曲：山木隆一郎
  - コンピレーションアルバム『99% Radio Show』収録曲

後にベストアルバム『PERFECT BEST』/『SELECT BEST』にも収録された。
12. Unlimited
作詞：SHUN / 作曲・編曲：平田祥一郎
13. Eternal...
作詞：ATSUSHI / 作曲：山口寛雄 / 編曲：h-wonder
  - 11thシングル
14. Choo Choo TRAIN
作詞：佐藤ありす / 作曲：中西圭三 / 編曲：岩戸崇
  - 10thシングル
  - ZOOのカバー
15. ROAD-RUNNER（Inst.）
作曲・編曲：HIRO & Kira
16. M&A
作詞：SHUN / 作曲：ATSUSHI / 編曲：h-wonder
  - ボーナストラック

### DVD
※初回生産限定Special Editionのみ
1. Video Clip
  1. Eternal...
  2. ki・zu・na
  3. O'ver
  4. Choo Choo TRAIN
2. INTERVIEW
3. 「EXILE LIVE TOUR 2003 "Styles of Beyond"」2003.6.20 at 渋谷公会堂
  1. opening ～ Sandcastles
  2. song for you
  3. Together

## ベストアルバム収録
PERFECT BEST
- SINGLE BEST
  - Together
  - Choo Choo TRAIN
- SELECT BEST
  - New Jack Swing
  - Believe
  - Time
  - ki・zu・na
  - BLUE〜云えずにいる〜
  - LET ME LUV U DOWN feat.ZEEBRA & MACCHO (OZROSAURUS)
  - 砂時計
  - O'ver
  - Be Mine
  - Eternal...

EXILE CATCHY BEST
- Together（再録）
- Choo Choo TRAIN（再録）

EXILE ENTERTAINMENT BEST
- New Jack Swing

EXILE BEST HITS -LOVE SIDE / SOUL SIDE-
- SOUL SIDE
  - Choo Choo TRAIN

EXTREME BEST
- Together（再録）
- Choo Choo TRAIN（再録）

## カバー
New Jack Swing
- THE RAMPAGE from EXILE TRIBE（2018年、アルバム『THE RAMPAGE』収録）